# Javi García
Francisco Javier García Fernández, mer känd som Javi García, född 8 februari 1987 i Murcia, är en spansk fotbollsspelare som spelar för Boavista. Han spelar som defensiv mittfältare men kan också användas som mittback. Han är kusin till Luis García.

## Fotbollskarriär
García är en av Real Madrids egna produkter. Han debuterade för A-laget den 28 november 2004 i en 5-0-vinst på hemmaplan mot Levante, men fick sedan spela hela säsongen 2005/2006 i B-laget Real Madrid Castilla.
Sommaren 2006 var en mycket hektisk period för García. Först vann han Europamästerskapet med det spanska U19-landslaget, vilket imponerade på A-lagstränaren Fabio Capello som valde att kalla honom till träning. García fick sedan spela i de flesta av Real Madrids försäsongsmatcher, då bredvid nyförvärvet Émerson. Hur som helst fick han inte spela en enda match för A-laget säsongen 2006/2007.
I augusti 2007, inför säsongen som troddes innebära hans definitiva uppflyttning till A-laget, skulle den nye tränaren Bernd Schuster slutligen hindra honom från denna gyllene chans, då även Castilla-spelarna Rubén de la Red och Esteban Granero lämnade klubben. Kontrakterbjudanden började komma från bland annat Premier League-klubben Liverpool och de nationella klubbarna Atlético Madrid och Deportivo. García valde till slut att gå till CA Osasuna den 31 augusti. Han skrev på ett fyraårskontrakt med klubben, som också fick betala 2,5 miljoner euro för honom. Han kom till Osasuna för att ersätta skadade Javad Nekounam.
Garcías kontrakt inkluderade en återköpsklasul som gjorde det möjligt för Real Madrid att köpa tillbaka honom för 4 miljoner euro. Den 29 april 2008 rapporterade Osasuna att Madrid hade använt denna möjlighet, vilket betydde att García skulle återvända till Santiago Bernabéu-stadion inför säsongen 2008/2009. Han gjorde sitt första ligaframträdande för Real efter sin återkomst i en 7-1-vinst mot Sporting de Gijón den 24 september 2008, då han kom in som avbytare för Mahamadou Diarra i den andra halvleken.
Den 21 juli 2009 skrev García på för S.L. Benfica i Portugal. Han skrev på för fem år och övergångssumman slutade på 7 miljoner euro. Javi García var en obestridlig startspelare första säsongen och lyckades hitta nätet tre gånger. Mest noterbara målet var kanske hans nick, i slutminuterna, i matchen mot Associação Naval 1º de Maio. Ett mål som la grunden till att S.L. Benfica lyckades bärga titeln samma säsong. 
García spelade 43 matcher för laget under säsongen 2011-12. Totalt blev det två mål, ett i ligan och ett i kvartsfinalen av UEFA Champions League, mot Chelsea. Ett dubbelmöte som S.L. Benfica till slut förlorade med 1-3. 
Den 31 augusti 2012, gick García vidare och skrev på för Manchester City för ca 20 miljoner euro.[14] Han gjorde sin debutmatch den 15 september, i en bortamatch mot Stoke City som slutade 1-1 efter ett fint nickmål av García. En ljumskskada i öppningsminuterna av matchen mot Borussia Dortmund i Champions League, gjorde att García tyvärr fick sitta på sidlinjen ett antal veckor under hösten. 
Zenit St. Petersburg gick, den 14 augusti 2014, ut med att de köpt Javi García för ca 16 miljoner euro från Manchester City.

## Meriter
- Zenit St. Petersburg:
  - Premjer-Liga: 2014–15
  - Ryska cupen: 2015–16
  - Ryska supercupen: 2015, 2016

- Manchester City:
  - Premier League: 2013–14
  - Football League Cup: 2013–14

- Benfica:
  - Primeira Liga: 2009–10
  - Taça da Liga: 2009–10, 2010–11, 2011–12

- Real Madrid:
  - Supercopa de España: 2008

- Real Madrid Castilla:
  - Segunda División B: 2004–05

- Spaniens landslag:
  - U19-EM: 2006